# Erna Spoorenberg

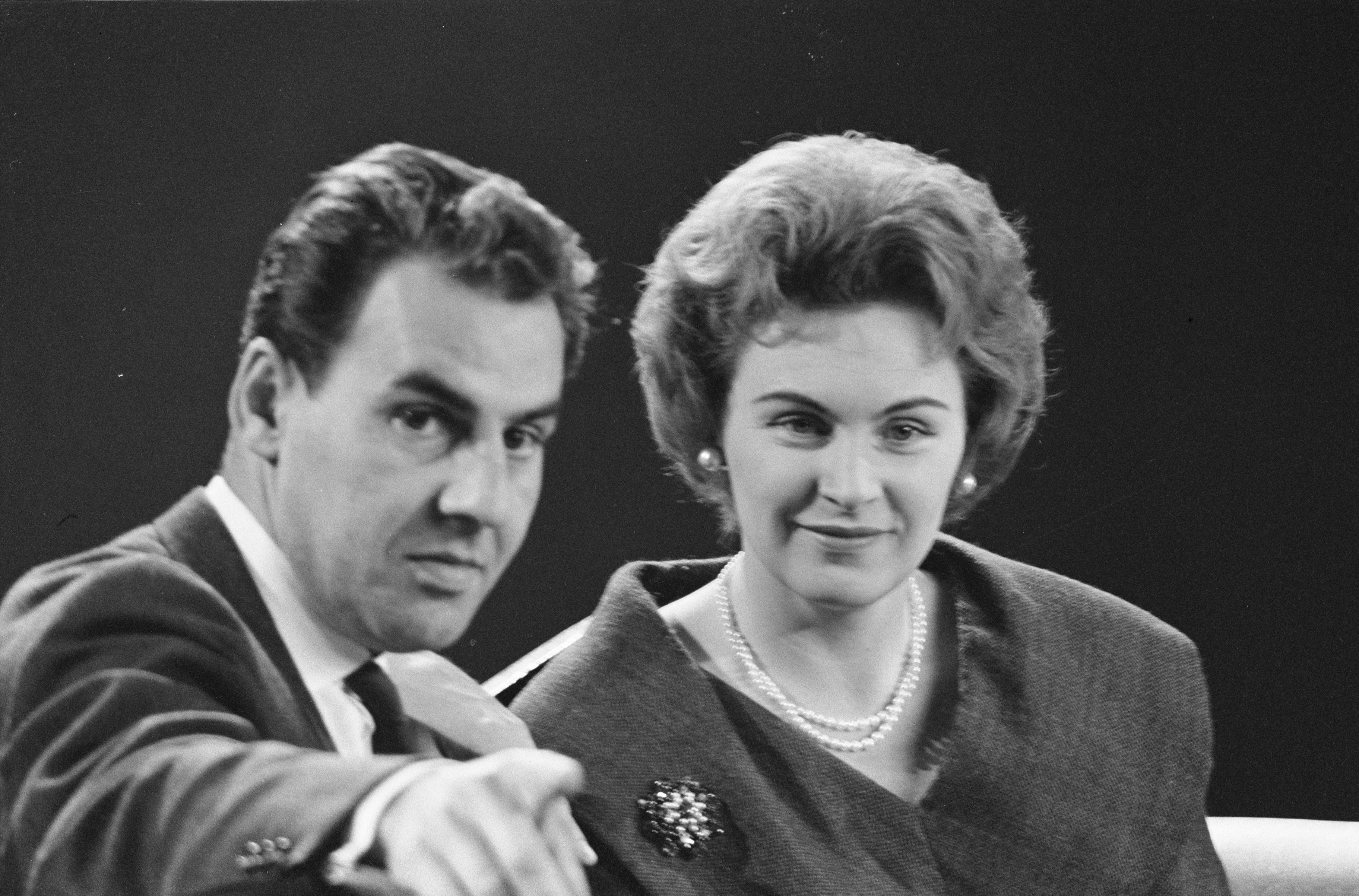
Erna Spoorenberg met Willem Duys in 1961

Erna Spoorenberg, eigenlijk Huberdina Aletta Spoorenberg (Djokjakarta, 11 april 1925 – Vught, 18 maart 2004), was een Nederlandse sopraan.
Erna Spoorenberg was een dochter van Wilhelmus Hubertus Barbara Spoorenberg (geboren op 1 juni 1882 in Helmond, toen directeur Jav. Linnenweverij te Djokjakarta) en Therèse Agnes Backer Overbeek (geboren op 4 augustus 1881 in Oisterwijk). Ze kwam in 1929 naar Nederland en studeerde in Hilversum en Amsterdam, onder meer bij Berthe Seroen.
In 1947 debuteerde ze met een optreden van Exultate Jubilate van Mozart op Radio Hilversum. Vanaf 1958 werd ze een vooraanstaand lid van de Nederlandse Opera in Amsterdam.
In 1949 trad ze voor het eerst op in de Weense Staatsopera als Pamina in Mozarts Die Zauberflöte en vertolkte in dezelfde productie ook de rol van De Koningin van de Nacht, in 1967 debuteerde ze in New York. Ze is vooral bekend geworden met haar vertolkingen in opera's van Mozart. Ook werd ze bekend door haar optreden in de Matthäus Passion van Johann Sebastian Bach in Naarden en Amsterdam.
In 1963 ontving Spoorenberg een Edison voor de plaatopname van haar vertolking van Melisande in het stuk Pelléas et Mélisande. Twee jaar later werd ze benoemd tot ridder in de Orde van Oranje-Nassau.
Tussen 1970 en 1978 was zij als zangpedagoog verbonden aan het Brussels Conservatorium. Tussen 1971 en 1988 deed ze dit werk ook voor het Amsterdamse Sweelinck Conservatorium. Na 1988 werd ze privédocent.
In 2002 werd Spoorenberg bevorderd tot officier in de Orde van Oranje-Nassau. Vanaf 1983 woonde zij in Vught. Aan het eind van haar leven - ze wist dat ze niet lang meer te leven had - stelde zij haar persoonlijk archief ter beschikking aan het Nederlands Theaterinstituut.